# Gabriel Vidal
Gabriel Vidal, född den 5 oktober 1969 i Palma de Mallorca, Spanien, är en spansk fotbollsspelare som tog OS-guld i herrfotbollsturneringen vid de olympiska sommarspelen 1992 i Barcelona. 